# Copa Colombia
Copa Colombia neboli kolumbijský fotbalový pohár je nejvyšší fotbalovou pohárovou soutěží v Kolumbii. První ročník se uskutečnil v 1950/51, pravidelně se hraje až od roku 2008, kdy přijala oficiální název podle sponzora Copa Postobon. Od sezóny 2020 se jmenuje dle nového sponzora Copa BetPlay Dimayor.
Nejúspěšnějším týmem je k roku 2023 se 6 prvenstvími klub Atlético Nacional.

## Přehled finálových utkání
Pozn.: vítěz označen tučně

Zdroj:
| Rok     | Vítěz (tituly)             | Finalista              | Výsledek            |
| ------- | -------------------------- | ---------------------- | ------------------- |
| 2013    | Atlético Nacional (2)      | Millonarios FC         | 2:2, 1:0            |
| 2012    | Atlético Nacional (1)      | Deportivo Pasto        | 0:0, 2:0            |
| 2011    | Millonarios FC (4)         | Boyacá Chicó FC        | 1:0, 1:0            |
| 2010    | Deportivo Cali (1)         | Itagüí Ditaires        | 1:0, 2:0            |
| 2009    | Independiente Santa Fe (2) | Deportivo Pasto        | 1:2, 2:1 (5:4 pen.) |
| 2008    | CD La Equidad (1)          | CD Once Caldas         | 1:0, 3:3            |
| 1989    | Independiente Santa Fe (1) | Unión Magdalena        | 0:0, 2:1            |
| 1981    | Independiente Medellín (1) | Deportivo Cali         | 3:1, 1:1            |
| 1962/63 | Millonarios FC (3)         | Deportivo Cali         | 3:2, 2:1            |
| 1956    | Millonarios FC (2)         | Millonarios FC (2)     | Millonarios FC (2)  |
| 1952/53 | Millonarios FC (1)         | Boca Juniors de Cali   | 2:0, 3:0            |
| 1951/52 | Boca Juniors de Cali (2)   | Millonarios FC         | 2:0, 1:2            |
| 1950/51 | Boca Juniors de Cali (1)   | Independiente Santa Fe | 4:2, 3:4            |